# Opostega
Opostega is een geslacht van vlinders van de familie oogklepmotten (Opostegidae), uit de onderfamilie Oposteginae.

## Soorten
- O. accessoriella Frey & Boll, 1876
- O. acidata Meyrick, 1915
- O. adusta Walsingham, 1897
- O. afghani Davis, 1989
- O. albogalleriella Clemens, 1862
- O. amphimitra Meyrick, 1913
- O. angulata Gerasimov, 1930
- O. argentella Bradley, 1957
- O. arthrota Meyrick, 1915
- O. atypa Turner, 1923
- O. auritella (Hübner, 1811)
- O. basilissa Meyrick, 1893
- O. bellicosa Meyrick, 1911
- O. bistrigulella Braun, 1918
- O. bosquella (Chambers, 1878)
- O. brithys Turner, 1923
- O. centrospila Turner, 1923
- O. cirrhacma Meyrick, 1911
- O. clastozona Meyrick, 1913
- O. congruens Walsingham, 1914
- O. costantiniella Constantini, 1923
- O. crepusculella Zeller, 1839
- O. cretatella Chrétien, 1915
- O. cretea Meyrick, 1920
- O. chalcopepla Walsingham, 1908
- O. chalcophylla Meyrick, 1910
- O. chalcoplethes Turner, 1923
- O. chalinias Meyrick, 1893
- O. chordacta Meyrick, 1915
- O. diorthota Meyrick, 1893
- O. diplardis Meyrick, 1921
- O. elachista Walsingham, 1914
- O. epactaea Meyrick, 1907
- O. epistolaris Meyrick, 1911
- O. euryntis Meyrick, 1907
- O. frigida Meyrick, 1906
- O. granifera Meyrick, 1913
- O. heringella Mariani, 1937
- O. horaria Meyrick, 1921
- O. idiocoma Meyrick, 1918
- O. index Meyrick, 1922
- O. ischnophaea Meyrick, 1930
- O. kempella Eyer, 1967
- O. leucoprepes Bradley, 1961
- O. luticilia Meyrick, 1915
- O. maculata Walsingham, 1907
- O. machaerias Meyrick, 1907
- O. melitardis Meyrick, 1918
- O. microlepta Meyrick, 1915
- O. monosperma Meyrick, 1931
- O. monotypa Turner, 1923

- O. myxodes Meyrick, 1916
- O. nephelozona Meyrick, 1915
- O. nonstrigella Chambers, 1880
- O. nubifera Turner, 1900
- O. orestias Meyrick, 1880
- O. orophoxantha Meyrick, 1921
- O. paromias Meyrick, 1915
- O. peleana Swezey, 1921
- O. pelocrossa Meyrick, 1928
- O. pelorrhoa Meyrick, 1915
- O. perdigna Walsingham, 1914
- O. pexa Meyrick, 1920
- O. phaeopasta Turner, 1923
- O. phaeosoma Meyrick, 1928
- O. phaeospila Turner, 1923
- O. pontifex Meyrick, 1915
- O. praefusca Meyrick, 1913
- O. protomochla Meyrick, 1935
- O. pumila Walsingham, 1914
- O. quadristrigella Chambers, 1875
- O. radiosa Meyrick, 1913
- O. sacculata Meyrick, 1915
- O. salaciella

Witte oogklepmot (Treitschke, 1833)
- O. saltatrix Walsingham, 1897
- O. scoliozona Meyrick, 1915
- O. serpentina Swezey, 1921
- O. snelleni Nolcken, 1882
- O. spatulella Herrich-Schäffer, 1855
- O. spilodes Meyrick, 1915
- O. stiriella Meyrick, 1880
- O. subviolacea Meyrick, 1920
- O. symbolica Meyrick, 1914
- O. tetroa Meyrick, 1907
- O. tincta Meyrick, 1918
- O. trinidadensis Busck, 1910
- O. uvida Meyrick, 1915
- O. velifera Meyrick, 1920
- O. venticola Walsingham, 1897
- O. xenodoxa Meyrick, 1893
- O. zelopa Meyrick, 1905